# Кримне (зупинний пункт)
Кри́мне — зупинний пункт (до 1.01.2014 року — станція) Рівненської дирекції Львівської залізниці.
Розташований у селі Дубечне Старовижівського району Волинської області на лінії Ковель — Заболоття між станціями Заболоття (14 км) та Мощена (33 км).

## Історія
Станцію Кримне було відкрито 1873 року під час будівництва лінії Ковель — Берестя.
У серпні 2013 року дві з трьох колій станції було розібрано, ліквідовано колійний розвиток, дві платформи залишилися без використання. З 1 січня 2014 року станція переведена в розряд зупинних пунктів.  Касу закрито, багажне відділення скасовано.